# Burbank
Burbank er en by i Los Angeles County i Californien. Den ligger nordøst for Los Angeles og havde 105.400 indbyggere i 2004. Den dækker et areal på 45 km² og er opkaldt efter David Burbank.
Byen blev grundlagt i 1887 og fik status som by i 1927.